# Sacheverell Sitwell

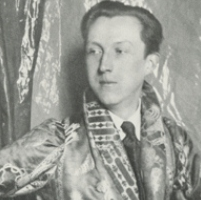
Sacheverell Sitwell (1927)

Sir Sacheverell Reresby Sitwell, 6. Baronet,  CH (* 15. November 1897 in Scarborough, North Yorkshire; † 1. Oktober 1988 in Towcester, North Yorkshire) war ein britischer Schriftsteller, Kunst- und Literaturkritiker, der besonders durch seine Kunst-, Architektur- und Reisebücher bekannt wurde.

## Leben

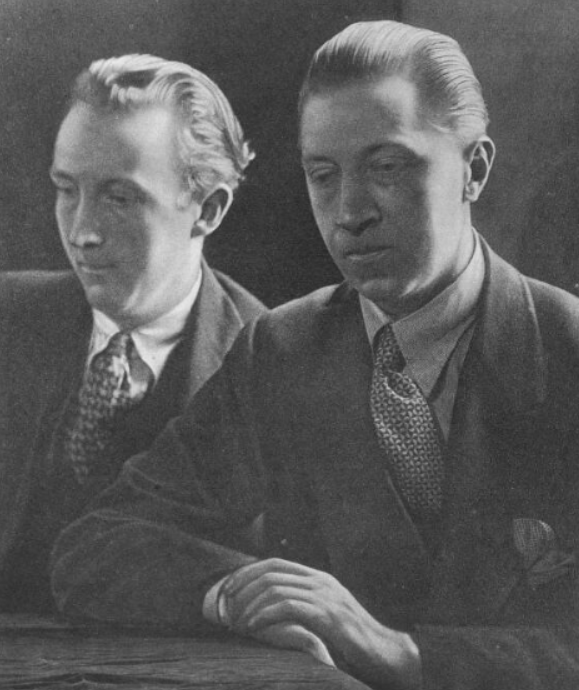
Sacheverell Sitwell (links) mit seinem älteren Bruder Osbert Sitwell (1925)

Sacheverell Sitwell war der Sohn des Sachbuchautors und Mitglied des House of Commons Sir George Sitwell, 4. Baronet und dessen Ehefrau Lady Ida Sitwell, sowie ein jüngerer Bruder der Dichterin Edith Sitwell und des Schriftstellers und Kunstförderers Sir Osbert Sitwell, 5. Baronet. Er besuchte das renommierte Eton College und diente während des Ersten Weltkrieges bei den Grenadier Guards, wo er zuletzt zum Lieutenant befördert wurde. Nach dem Krieg setzte er sein zuvor begonnenes Studium am Balliol College der University of Oxford fort und veröffentlichte 1918 mit The People’s Palace seinen ersten Gedichtband. Er lebte seit 1923 überwiegend in Weston Hall, dem Herrenhaus der Familie Sitwell in Towcester.
Seine Gedichtbände waren überwiegend in traditionellen Versmaßen verfasst und verrieten in ihrem manierierten Stil sein großes Interesse an Kunst und Musik. Origineller sind seine kunst- und literaturkritischen Bücher, von denen das als erstes 1924 erschienene Southern Baroque Art: a Study of Painting, Architecture and Music in Italy and Spain of the 17th & 18th Centuries Vorläufer seiner akademischen Recherchen war. Seine poetische Prosa war insbesondere in der „autobiografischen Fantasie“ All Summer in a Day (1926) sowie im düster-mediativen Splendours and Miseries (1943) zu sehen. 1943 wurde er Friedensrichter (Justice of the Peace) für North Yorkshire. Seine biografischen Werke befassten sich mit Persönlichkeiten wie Wolfgang Amadeus Mozart und Franz Liszt.
Nachdem sein älterer Bruder Osbert Sitwell am 4. Mai 1969 verstorben war, erbte Sacheverell Sitwell von diesem den 1808 verliehenen Titel als 6. Baronet, of Renishaw in the County of Derby. Sein 1973 erschienenes Buch For Want of the Golden City ist eine Reihe von Essays über das Leben und die Kunst, das zahlreiches autobiografisches Material enthielt. 1984 wurde er in den Order of the Companions of Honour (CH) aufgenommen.

## Veröffentlichungen
- The People's Palace (1918, Gedichte)
- The Hundred and One Harlequins (1922, Gedichte)
- The Thirteenth Caesar (1924, Gedichte)[1]
- Southern Baroque Art: a Study of Painting, Architecture and Music in Italy and Spain of the 17th & 18th Centuries (1924)
- German Baroque Art (1927)
- The Cyder Feast (1927, Gedichte)
- All At Sea: A Social Tragedy in Three Acts for First-Class Passengers Only (1927, Mitautor Osbert Sitwell)
- The Gothick North: a Study of Mediaeval Life, Art, and Thought (1929)
- Doctor Donne and Gargantua (1930, Gedichte)
- Spanish Baroque Art, with Buildings in Portugal, Mexico, and Other Colonies (1931)
- Mozart (1932)
- Canons of Giant Art: Twenty Torsos in Heroic Landscapes (1933)
- Conversation Pieces: a Survey of English Domestic Portraits and their Painters (1936)
- Dance of the Quick and the Dead (1936)
- Narrative Pictures: a Survey of English Genre and its Painters (1938)
- German Baroque Sculpture (1938)
- Roumanian Journey (1938)
- The Romantic Ballet (1938, Mitautor Cyril W. Beaumont)
- Old Fashioned Flowers (1939)
- Poltergeists: An Introduction and Examination Followed By Chosen Instances (1940)
- The Homing of the Winds: and other passages in prose (1942)
- Primitive Scenes and Festivals (1942)
- The Hunters and the Hunted (1948)
- The Netherlands; A Study of Some Aspects of Art, Costume and Social Life (1948)
- Selected Poems (1948)
- Tropical Birds (1948)
- Spain (1950)
- Cupid and the Jacaranda (1952)
- Fine Bird Books (1953, Mitautoren Handasyde Buchanan und James Fisher)
- Liszt (1955)
- Denmark (1956)
- Arabesque & Honeycomb (1957)
- Journey to the Ends of Time, etc (1959)
- British Architects & Craftsmen: survey taste, design, styles 1600–1830 (1960)
- Golden Wall and Mirador: Travels and Observations in Peru (1961)
- Great Houses of Europe (1964)
- Monks, Nuns and Monasteries (1965)
- Southern Baroque Revisited (1967)
- Gothic Europe (1969)
- A Background for Domenico Scarlatti, 1685–1757: Written for His Two Hundred and Fiftieth Anniversary (1970)
- Tropicalia (1971, Gedichte)
- Agamemnon’s Tomb (1972, Gedichte)
- For Want of the Golden City (1973)
- Battles of the Centaurs (1973)
- Les Troyens (1973)
- Look at Sowerby’s English Mushrooms and Fungi (1974)
- A Notebook on My New Poems (1974)
- All Summer in a Day : An Autobiographical Fantasia (1926, Neuauflage 1976)
- Placebo (1977)
- An Indian Summer: 100 recent poems (1982, Gedichte)
- Hortus Sitwellianus (1984, Mitautoren Meriel Edmunds und George Reresby Sitwell)

## Hintergrundliteratur
- Michael Raeburn: Sacheverell Sitwell’s England (1986)

## Einzelbelege
1. ↑  Der 1924 erschienene Gedichtband The Thirteenth Caesar enthielt das Gedicht The Rio Grande, das die Grundlage für die von Constant Lambert komponierte Kantate The Rio Grande bildete.

| Vorgänger      | Amt                             | Nachfolger      |
| -------------- | ------------------------------- | --------------- |
| Osbert Sitwell | Baronet (of Renishaw) 1969–1988 | Reresby Sitwell |

| Personendaten    | Personendaten                            |
| ---------------- | ---------------------------------------- |
| NAME             | Sitwell, Sacheverell                     |
| ALTERNATIVNAMEN  | Sitwell, Sacheverell Reresby, 6. Baronet |
| KURZBESCHREIBUNG | britischer Schriftsteller                |
| GEBURTSDATUM     | 15. November 1897                        |
| GEBURTSORT       | Scarborough, North Yorkshire             |
| STERBEDATUM      | 1. Oktober 1988                          |
| STERBEORT        | Towcester, North Yorkshire               |